# Triaquisicosaedro
El triaquisicosaedro o Icosaedro triakis es uno de los sólidos de Catalan cuyo dual es el dodecaedro truncado. La construcción del triaquisicosaedro se asemeja a un icosaedro al que se le adhirieron pirámides triangulares bajas en cada cara; en la nomenclatura de los sólidos de Catalan esto le da el prefijo triaquis-.
Otros poliedros que también se construyen de esta forma son topológicamente iguales, como el gran dodecaedro o el gran dodecaedro estrellado de los sólidos de Kepler-Poinsot.